# Lysotype
Le lysotype est la détermination du type d’une souche bactérienne à l’aide de bactériophages.
Ce procédé (lysotipie) permet la subdivision d'espèces bactériennes en fonction de leur réaction à des bactériophages.